# Touch and Go Records
Touch and Go Records – niezależna wytwórnia płytowa zlokalizowana w Stanach Zjednoczonych, w Chicago. Początkowo w 1979 w East Lansing powstał zin Touch and Go, pisany i drukowany przez Tesco Vee (późniejszego lidera zespołu The Meatmen) i Dave’a Stimsona. Zainspirowani zespołem Black Flag, który uruchomił własną wytwórnię, przekształcili zin w Touch and Go Records. W 1981 Dave Stimson odszedł z projektu, a do Vee dołączył Corey Rusk, basista Necros. Wytwórnia rozpoczęła pracę od wydania singli takich zespołów jak Necros, The Fix, The Meatmen i Negative Approach. W 1982 Vee przeprowadził się do Waszyngtonu pozostawiając wytwórnię Rusk. W 1983 Rusk wraz z żoną Lisą przeprowadził się do Detroit, gdzie zatrudnił Terry’ego Tolkina, który podpisał kontrakty z zespołami Butthole Surfers i Virgin Prunes.
W 1983 małżeństwo przeprowadziło się do Chicago. W latach 80' i 90' wytwórnia podpisała kontrakty z takimi zespołami jak Big Black, Jesus Lizard, Scratch Acid, The Didjits i Killdozer, a na początku XXI wieku z Shellac, Yeah Yeah Yeahs, TV on the Radio (dwie ostatnie grupy zakończyły już współpracę z Touch and Go), Arcwelder, CocoRosie, Ted Leo and The Pharmacists i The Black Heart Procession. Lisa Rusk odeszła z wytwórni po rozwodzie z mężem. Obecnie jedynym właścicielem jest Corey Rusk.